# 川上晶也
川上晶也（かわかみあきや、1972年（昭和47年）- ）は、日本の料理研究家、健康料理家、おとな食堂®︎（大阪玉造）の代表。 大人の食育をテーマに誰でも手軽に楽しめる健康レシピや食事法を提案し、講演・イベント・健康番組などにも多数出演。 近年は健康食品の開発や飲食店のプロデュースも手掛ける。

## 経歴・人物
2013年。母の介護をきっかけに、食事療法の研究を開始。栄養士で料理研究家の神崎夢風に師事。
2016年、『楽うま健康寿命レシピシリーズ [糖尿病・メタボ編]／[美肌・アンチエイジング編]』（オークラ出版）、2冊同時発売で出版デビュー。 
2017年、『帰宅して10分で作れる糖質制限やせる夜ごはん』（芸文社）発売。amazonレシピ本ランキング1位を獲得。 
2019年、  おうちごはん研究所『おとな食堂®』を開設。
2020年、「川上晶也のコロナに負けない健康レシピ手帖」（徳間書店）発売。

## 講演・催事
- 一般社団法人日本食医食協会
- 公益社団法人スコーレ家庭教育振興協会
- 公益法人玉川法人会
- 大垣書店
- よみうり文化センター
- 西川リビング催事
- へうげもの茶宴［京都府木津川市主催］
- 四條祭・顕彰授与式［NPO法人四條司家食文化協会］
- 三井住友カード株式会社

## 著書・監修
レシピ本
- 簡単! 美味しい! 楽うま 健康寿命レシピ 「糖尿病・メタボ編」（2016年9月 オークラ出版）ISBN 4775525824
- 簡単! 美味しい! 楽うま 健康寿命レシピ 「美肌・アンチエイジング編」（2016年9月 オークラ出版）ISBN 4775525832
- 帰宅して10分で作れる 糖質制限やせる夜ごはん（2017年6月 芸文社）ISBN 4863964803
- コンビニ食材元気ごはん（2018年2月 芸文社）ISBN 4863964846
- 血糖値・ヘモグロビンA1cを下げる時短レシピ（2018年10月 芸文社）ISBN 4863965710
- 世界一簡単な血糖値を下げる本（2019年10月 インテルフィン）ISBN 489212365X
- 血圧を下げる超簡単メソッド（2020年1月 インテルフィン）ISBN 4892123773
- 超効果て・き・め・ん!!花粉症の予防&改善メソッド（2020年1月 インテルフィン）ISBN 4892123781
- 川上晶也の「コロナに負けない! 」健康レシピ手帖（2020年1月　徳間書店）ISBN 4198651388

レシピ考案
- 決定版 「デブ菌」が消えて「ヤセ菌」が増える腸活×菌活レシピ100: 女性のお悩みすべて解決（2018年10月 徳間書店）ISBN 4198647038